# Julio Mancebo
Julio Mancebo, född 29 september 1933 i Montevideo, död 11 juni 2023 i Montevideo, var en uruguayansk konstnär av den konstruktivistiska skolan. Han studerade som ung under Joaquín Torres García och var mellan 1975 och 1982 politisk fånge under diktaturen i Uruguay. Åren 1983–1995 levde han i exil i Sverige, där han hade utställningar och fortsatte vara verksam som konstnär.

## Biografi
Julio Mancebos föräldrar var Esther Badell och Francisco Mancebo, vilka vid tiden för hans födelse bodde och arbetade i Colonia de Sacramento. Mancebo började sina konststudier hos Manolo Lima i Montevideo 1942 och började vid 11 års ålder 1944 studera konst vid Joaquín Torres Garcias verkstad, och utgjorde därmed tillsammans med Rodolfo Visca en av de yngsta vid verkstaden. När läraren dog var Mancebo bara 15 år gammal men han fortsatte att delta i verkstaden, nu under ledning av Augusto Torres och Julio Alpuy. Senare studerade han hos José Gurvich i konstnärens verkstad i kvarteret El Cerro i Montevideo, där även Gonzálo Fonseca, Antonio Pezzino och Rodolfo Visca levde och målade.
Mancebo släpptes ur fängelset den 7 mars 1982 och kom 7 april 1983 som politisk flykting till Sverige. Han tillbringade åren fram till 1995 i Stockholm, där han tillsammans med andra exilierade konstnärer grundade La Casa de la Cultura Latinoamericana som bland annat gav ut tidningen Contraste. 1994 återvände han för första gången till Uruguay och bosatte sig senare i stadsdelen Cerro, nära Gurvichs verkstad. Här bodde han fram till sin död 2023, samtidigt som han genom familjeband till Sverige alternerade mellan att verka i båda länderna.

## Konstnärskap
Mancebo inledde sin konstnärliga utbildning redan 1942 vid 9 års ålder på uppmuntran av sin far, och studerade då under Manolo Lima, som själv var endast 22 år gammal när han tog sig ann Mancebo. 1944 kom Mancebo till Torres García-verkstaden, som var en av de viktigaste aktörerna för att etablera och utveckla konstruktivismen i Uruguay, en konstnärlig skola som sedan dess har förblivit stark i landet. Mancebo inledde 1951 studier i arkitektur vid Universidad de la República i Montevideo, men avslutande bara ett år av dessa studier innan han lämnade dem, för att senare läsa till lärare. Under början av 1960-talet sysselsatte han sig som lärare, och fortsatte att måla samt delta i utställningar, samtidigt som han deltog i politisk organisering. När han till följd av detta 1975 fängslades begränsades möjligheterna att utveckla sitt konstnärskap, som i fängelset huvudsakligen bestod av kroki och stilleben. Under tiden i fängelset fortsatte hans verk att ställas ut i såväl Uruguay som utomlands.
Under exilen i Sverige kom hans konstnärskap att utvecklas ytterligare, med fortsatt stark koppling till konstruktivismen. I Sverige var han aktiv som konstnär och även som organisatör av utställningar genom Latinamerikanska kulturhuset i Stockholm. 

## Utställningar i urval
- 1977: Internationell utställning. Musée Jenish; Vevey, Schweiz.
- 1979: Kunst aus wolle Internationales Woll-Sekretariat. Vandrande utställning. Tyskland.
- 1980: Seguna Bienal del Tapiz de Lana. Galeria Artema; Punta del Este, Uruguay.
- 1984: Uruguay, kultur och motstånd. Kulturhuset; Stockholm.
- 1985: Nutidig latinamerikansk kunst i Skandinavien. Helligåndshuset; Köpenhamn, Danmark.
- 1987: Möten mellan kontinenter och kulturer. Södertälje konsthall; Södertälje.
- 1989: Världsbilder - Bildvärldar. Länskonstmuseet; Södertälje.
- 1990: Egen utställning. Kulturnämnden i Sollentuna; Sollentuna.
- 1993: Egen utställning. Konstgalleriet Ariman; Malmö.
- 1994: Utställning av Latinamerikanska kulturhuset. Konstgalleriet Klostergatan; Jönköping.
- 1996: Joaquín Torres García, his school and the material fact. Praxis Gallery; New York, USA.
- 1998: Joaquín Torres García y sus discípulos. Galería Renoir; Buenos Aires, Argentina.
- 1999: Escuela del sur: El taller de Torres García y su legado. Vandrande utställning. Spanien.
- 2003: Egen utställning. Galería La Ciudadela; Punta del Este, Uruguay.[3]